# Посольство Росії у Швейцарії
Посольство Росії у Швейцарії — дипломатичне представництво Російської Федерації у Швейцарській Конфедерації.

## Історія
Першим послом Російської імперії у Швейцарії був дипломат Іоанн Каподистрія, який очолив посольство 1814 року. Він брав участь у роботі над проектом Конституції Швейцарської Конфедерації.
1918 року було встановлено і того ж року розірвано дипломатичні відносини з РРФСР. Протягом 1918—1946 років дипломатичні стосунки між СРСР та Швейцарією були розірвані.
18 березня 1946 було встановлено дипломатичні відносини між Швейцарієб та СРСР на рівні місій. 31 грудня 1955 року місію СРСР у Швейцарії було перетворено на посольство. 27 березня 1957 року місію Швейцарії в СРСР перетворено на посольство.
У червні 2024 року в Бюргенштоці було затримано російського дипломата, що намагався незаконно купити вогнепальну зброю та небезпечні речовини в кількох місцях Швейцарії. Було проведено кілька обшуків, але сам російський «дипломат» скористався імунітетом. Федеральна прокуратура звернулася з проханням до міністра юстиції Беату Янсу зняти імунітет дипломата, але щза даними журналістів, підозрюваний міг швидко покинути межі країни.
У липні 2024 року стало відомо, що Генеральна прокуратура Швейцарії розслідувала справу щодо російського агента, який був акредитованим дипломатом посольства, та інших осіб, яких країна підозрювала в порушенні кількох законів. Правоохоронці видали ордер на арешт. Прокуратура звернулася до МЗС Швейцарії з проханням скасувати дипломатичний імунітет одного з трьох обвинувачених.

## Керівники дипломатичної місії
| Дата початку | Дата кінця | Особа                        | Роки життя | Коментар |
| ------------ | ---------- | ---------------------------- | ---------- | -------- |
| 25.12.1991   | 2.03.1992  | Новожилова Зоя Григорівна    | н. 1943    |          |
| 21.09.1992   | 21.10.1999 | Степанов Андрій Іванович     | 1930—2018  |          |
| 1.02.2001    | 12.09.2007 | Черкашин Дмитро Дмитрович    | н. 1951    |          |
| 12.09.2007   | 21.02.2012 | Братчиков Ігор Борисович     | н. 1956    |          |
| 21.02.2012   | 9.12.2016  | Головін Олександр Васильович | 1949—2023  |          |
| 9.12.2016    |            | Гармонін Сергій Вікторовіч   | н. 1953    |          |